# Mauro Bolognini
Pour les articles homonymes, voir Bolognini.
Mauro Bolognini, né le 28 juin 1922 à Pistoia et mort le 14 mai 2001 à Rome, est un réalisateur, scénariste et metteur en scène italien.
Il est diplômé en architecture à l'université de Florence. Il s'installe ensuite à Rome et s'inscrit au Centro sperimentale di cinematografia, où il suit des cours de chef décorateur. Sa carrière s'oriente cependant vers la réalisation. Il travaille d'abord comme assistant réalisateur de Luigi Zampa et, en France, d'Yves Allégret et Jean Delannoy. En 1953 sort son premier film, Une fille formidable avec Alberto Sordi et Sophia Loren. Il tourne plusieurs comédies dans les années 1950, dont plusieurs avec Totò et atteint l'apogée de sa popularité dans les années 1960 en portant à l'écran des classiques de la littérature signés par Pier Paolo Pasolini, Alberto Moravia, Italo Svevo, Vitaliano Brancati (Le Bel Antonio, 1960) entre autres.

## Biographie
Mauro Bolognini naît le 28 juin 1922 à Pistoia,. Au départ, Mauro n'avait pas l'intention de se consacrer au cinéma, puisqu'il s'était inscrit pour étudier l'architecture à l'université de Florence et avait obtenu une maîtrise. Après la fin de la Seconde Guerre mondiale, alors que le cinéma italien, ravivé par les maîtres du néoréalisme, est extrêmement populaire dans le monde entier, Mauro, submergé par les impressions des films néoréalistes qu'il a vus, s'inscrit au Centro sperimentale di cinematografia de Rome, où il étudie la conception de décors. Étudiant pauvre, Bolognini loue un appartement pour trois personnes : Ses colocataires sont Franco Zeffirelli (qui deviendra plus tard un célèbre metteur en scène de théâtre et de cinéma, surtout connu pour ses adaptations de La Mégère apprivoisée de Shakespeare, 1967, avec Elizabeth Taylor et Richard Burton, et Roméo et Juliette, 1968), et Piero Tosi (plus tard l'un des plus grands costumiers du théâtre et du cinéma). Les futures célébrités, alors trois étudiants pauvres, partagent tout ce qu'ils ont. Zeffirelli se souvient : « Vous pouviez apporter des pâtes, un autre apportait une salade, un autre du vin ou du pain, il y avait toujours quelque chose à manger... ».

### Carrière cinématographique

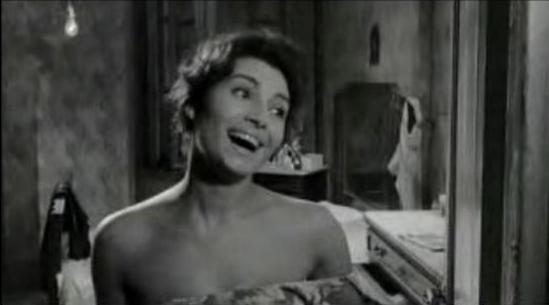
Rosanna Schiaffino dans Les Garçons (1959).

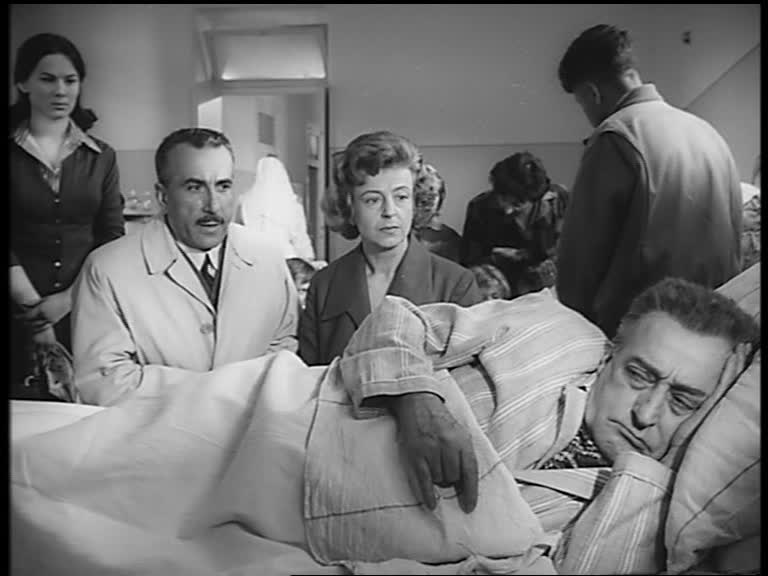
Peppino De Filippo, Laura Adani et Totò dans Débrouillez-vous ! (1959).

Après avoir obtenu son diplôme au Centro sperimentale di cinematografia, il se dirige vers le cinéma en même temps que son frère le futur réalisateur Manolo Bolognini. Il travaille comme assistant réalisateur du réalisateur vétéran néoréaliste Luigi Zampa sur les films Les Années difficiles (1948), Tocsin (1949) et Les Coupables (1952). Bolognini passe également un an en France, assistant Jean Delannoy sur le film La Minute de vérité (1952) et Yves Allégret sur Nez de cuir (1952). Lorsque Bolognini fait ses débuts dans la production indépendante (Une fille formidable, 1953), l'ère du néoréalisme s'est achevée, « tué en partie par le rejet du public en raison de sa morosité, en partie par le gouvernement italien pour avoir montré une Italie inesthétique où les gens sont pauvres et les rues sales ». En outre, l'État a désormais le pouvoir de retirer la licence d'exportation de tout film italien qui pourrait être soupçonné de diffamer la nation. Une nouvelle tendance, soutenue au niveau officiel et adoptée par les producteurs de films italiens, est le « néoréalisme rose », dans lequel l'action se déroule comme dans le cinéma néoréaliste parmi les pauvres ordinaires, mais les conflits sociaux sont atténués, le ton dramatique des films est inséparable du ton comique et les films sont de plus en plus légers. Le premier succès international de Bolognini en tant que réalisateur est le film Les Amoureux (1955), créé dans la veine du néoréalisme rose. Cependant, le film n'est pas aussi simple qu'il n'y paraît à première vue et certaines trouvailles de l'auteur (comme la scène clef de la danse nocturne dans un quartier populaire) seront empruntées et citées dans certaines œuvres de Luchino Visconti et de Federico Fellini. Les Amoureux est sélectionné en compétition pour la Palme d'or au Festival de Cannes 1956 et a remporté le Ruban d'argent de la critique et des journalistes italiens pour le scénario.

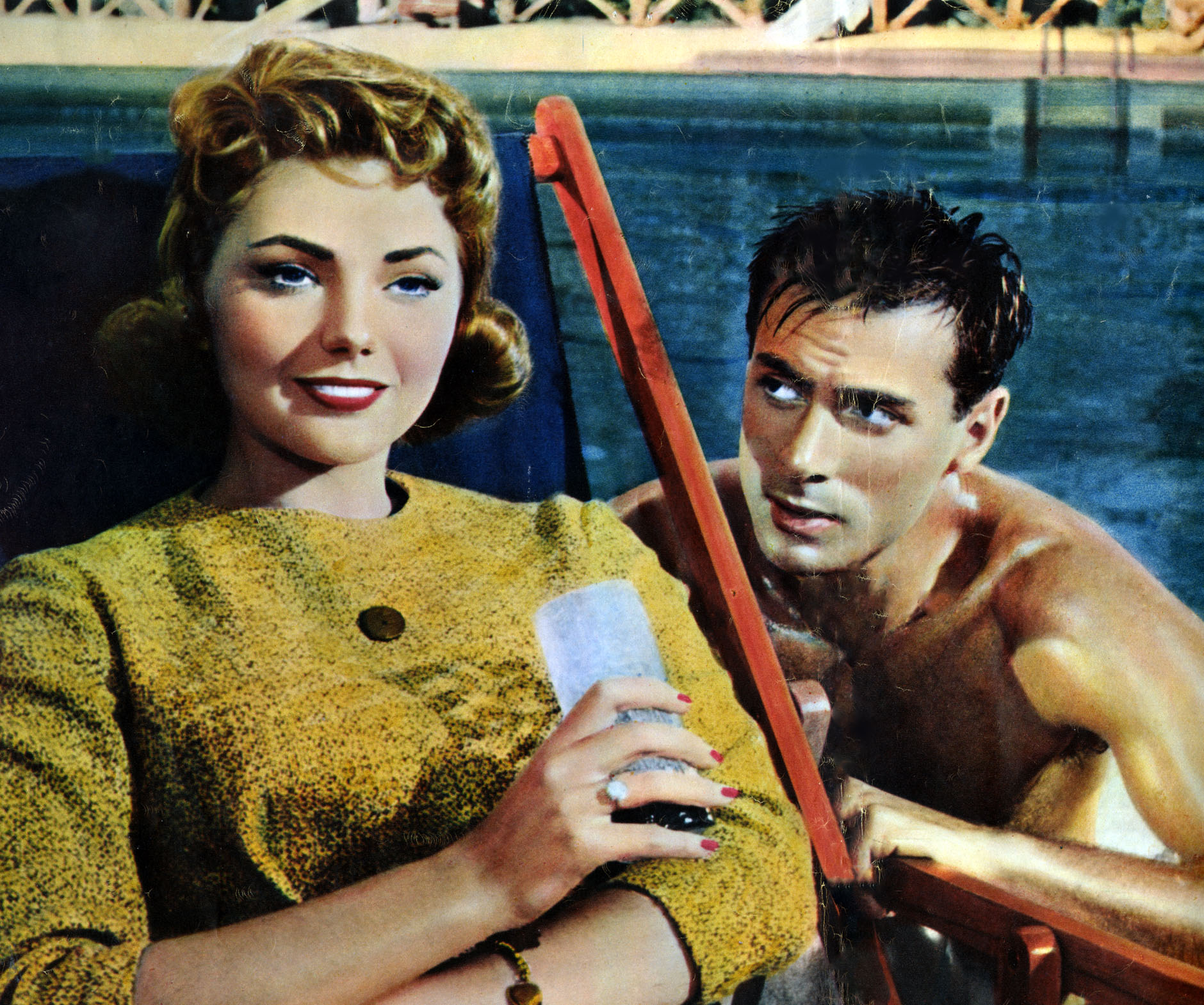
Sylva Koscina et Antonio Cifariello dans Les Jeunes Maris (1958).

À la fin des années 1950, Mauro se rapproche de Pier Paolo Pasolini. Bien qu'ils partagent des intérêts communs — Bolognini, comme Pasolini, est homosexuel — beaucoup de choses les séparent sur le plan créatif : Bolognini est un esthète méticuleux, Pasolini un prophète du réalisme brut et du choc (le plus ouvert Pasolini n'a jamais caché son homosexualité, le plus réservé Bolognini a peu parlé de sa vie privée). C'est peut-être pour cette raison que chacun d'entre eux a favorablement influencé l'autre sur le plan créatif, ce qui a donné lieu à leurs œuvres communes. Cependant, leur première collaboration n'a pas été couronnée de succès. Il s'agit du film Marisa (1957), une tentative de faire de la starlette italienne Marisa Allasio, une Jayne Mansfield italienne, sex-symbol de la jeune génération italienne des années 1950. Pier Paolo Pasolini a coécrit le scénario et écrit l'histoire, comme dans leurs collaborations ultérieures. Le deuxième film, Les Jeunes Maris (1958), est un projet plus populaire, mais il faut attendre un an pour que la collaboration entre Bolognini et Pasolini soit réellement reconnue par le public. Les Garçons (1959) remporte un grand succès dans les festivals et auprès des critiques, et reçoit le Ruban d'argent du meilleur scénario original. Par la suite, le film a été cité à plusieurs reprises par d'autres cinéastes. Ainsi, Les Garçons a exercé une influence majeure sur La dolce vita (1960) de Federico Fellini, sorti un an plus tard, bien que cette influence soit parfois contestée. Ou encore la scène du restaurant, qu'un quart de siècle plus tard Sergio Leone reprendra très fidèlement dans son film Il était une fois en Amérique (1984).

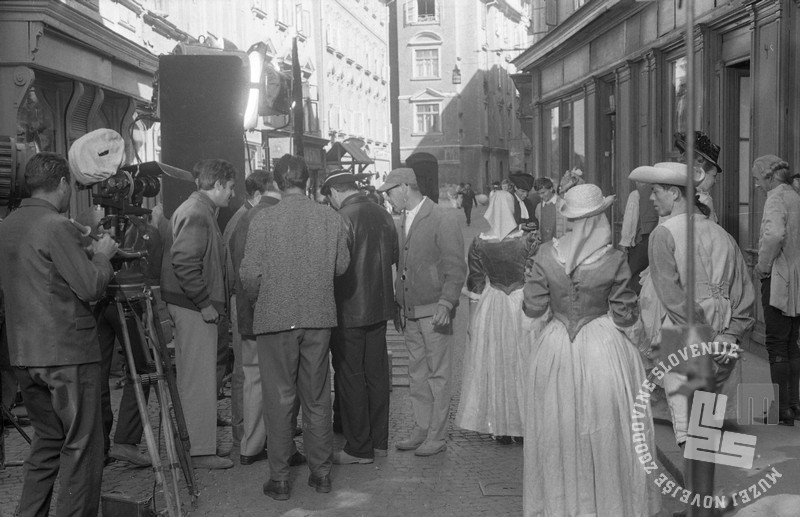
Le plateau de tournage à Ljubljana de Mademoiselle de Maupin (1965).

Le film suivant du tandem Bolognini-Pasolini, Le Bel Antonio (1960), avec Marcello Mastroianni et Claudia Cardinale, connaît également un grand succès et remporte le Grand Prix du Festival international du film de Locarno. Ils tournent ensemble un autre film, Ça s'est passé à Rome (1960, scénario de Pasolini d'après le roman d'Alberto Moravia), et leurs chemins se séparent, car Pasolini lui-même fait ses débuts de réalisateur en 1961 (le film Accattone) et ses scénarios suivants sont portés à l'écran de manière indépendante.
En 1962, Mauro Bolognini réalise l'un de ses films les plus importants, le subtil drame psychologique Quand la chair succombe (adapté d'un roman de jeunesse du célèbre écrivain italien Italo Svevo, difficilement transposable au cinéma). Bolognini a remporté le prix de la mise en scène au Festival international du film de Saint-Sébastien.
Par la suite, le réalisateur s'est spécialisé dans l'adaptation à l'écran d'œuvres de la littérature italienne : Le Mauvais Chemin (1961, d'après le roman de Mario Pratesi (it), avec la participation de Jean-Paul Belmondo et Claudia Cardinale), Agostino (1962, d'après le roman d'Alberto Moravia), Ce merveilleux automne (1967, d'après Ercole Patti), L'assoluto naturale (1969, d'après Goffredo Parise), Vertiges (1975, d'après Mario Tobino, Prix spécial du jury du Festival de Locarno), L'Héritage (1976, d'après Gaetano Carlo Chelli (it)). Bolognini a également adapté des auteurs français : Mademoiselle de Maupin (1965, d'après le roman de Théophile Gautier, Coquille d'argent de la meilleure réalisation au Festival de Saint-Sébastien), Bubu de Montparnasse (1970, d'après Charles-Louis Philippe).

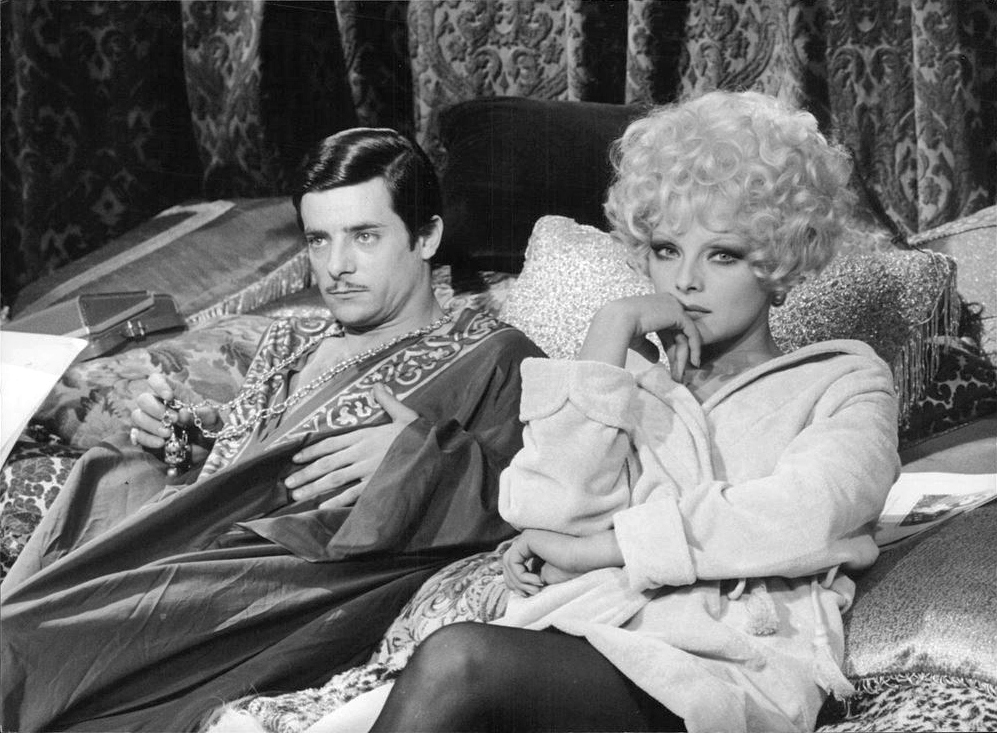
Giancarlo Giannini et Virna Lisi dans Arabella (1967).

L'un des films les plus polémiques du réalisateur est Liberté, mon amour ! (1975, avec Claudia Cardinale), un film antifasciste sur une femme qui doit endurer des années de privation sous le régime de Mussolini. Dans ces années-là, il s’attache les services du grand directeur de la photographie Ennio Guarnieri. Mauro Bolognini porte également à l'écran divers opéras comme Norma de Bellini à La Scala de Milan en 1972.
Proche des milieux communistes de l'intelligentsia italienne, Bolognini décide d'adapter le roman réaliste et social Metello de Vasco Pratolini (1969, David di Donatello du meilleur film, Golden Globe du meilleur film étranger aux États-Unis, nomination pour la Palme d'or au Festival de Cannes) sur la naissance du mouvement ouvrier en Italie. Ce film a été présenté dans le cadre du Festival international du film de Moscou 1971 et a ensuite été distribué avec succès en URSS. Le critique soviétique Gueorgui Dmitrievitch Bohemski a écrit que le film est « un vaste portrait de la vie populaire au début de notre siècle, qui présente de nombreuses caractéristiques spécifiquement italiennes. Le film, comme le roman, est lyrique, imprégné d'un style populaire, naïf et sentimental. Un style inhabituel pour un film sur le monde ouvrier : le film est très pittoresque, ses couleurs sont délicates et douces ».
Le film La Dame aux camélias (1980, adaptation du roman d'Alexandre Dumas-fils avec Isabelle Huppert dans le rôle-titre) confirme son succès au box-office soviétique. Son dernier film est le drame érotique La villa del venerdì (1991).

« ...Je considère Mauro Bolognini comme un grand réalisateur. C'est un homme d'une rare compétence professionnelle, d'une grande culture et d'un goût raffiné. Sans oublier qu'il est mon ami, sensible et sincère. »

— Claudia Cardinale

### Carrière théâtrale
Dans les années 1960, le cinéaste s'intéresse également au théâtre et met en scène plusieurs pièces et opéras sur la scène italienne. Il fait ses débuts dans la mise en scène de théâtre en 1964 avec une production de l'opéra Ernani de Giuseppe Verdi au théâtre Massimo de Palerme (ténor - Mario del Monaco), la même année il met en scène Tosca de Giacomo Puccini et bien d'autres à l'opéra de Rome. En 1972, il met en scène l'opéra Norma de Vincenzo Bellini à la Scala de Milan et, en 1975, la même production au théâtre Bolchoï de Moscou. Il a ensuite mis en scène Aida de Giuseppe Verdi au Teatro La Fenice de Venise (1978), Pollicino de Hans Werner Henze à l'Opéra Poliziano de Montepulciano (1995) et bien d'autres encore. Bolognini a également mis en scène un certain nombre de productions dramatiques de divers auteurs tels qu'Eduardo De Filippo, Luigi Pirandello, William Shakespeare, Harold Pinter, Eugene O'Neill et d'autres.

### Mort
Il meurt de la maladie de Charcot à son domicile de Rome le 14 mai 2001 à l'âge de 78 ans ; les funérailles religieuses ont lieu le 16 mai dans la basilique Santa Maria in Montesanto, connue sous le nom d'église des artistes, sur la Piazza del Popolo, en présence des membres de sa famille et de nombreux visages du cinéma italien ; il est ensuite enterré dans le cimetière municipal de Pistoia.

## Candidature politique
Il a été candidat avec la Fédération des Verts aux élections parlementaires italiennes de 1996, à la part proportionnelle de la Chambre, mais n'a pas été élu.

## Postérité et hommages
Il est mort deux ans après avoir reçu le prix spécial David di Donatello pour l'ensemble de sa carrière.
Un théâtre, le Teatro Mauro Bolognini (it), à Pistoia, sa ville natale, porte le nom du réalisateur.
Une rétrospective lui est consacrée à la Cinémathèque française en 2019.

## Filmographie

### Assistant réalisateur
- 1948 : Les Années difficiles de Luigi Zampa
- 1948 : Le Tocsin (Campane a martello) de Luigi Zampa
- 1949 : Cœurs sans frontières (Cuori senza frontiere) de Luigi Zampa
- 1951 : Pour l'amour du ciel de Luigi Zampa
- 1951 : Rome-Paris-Rome (Signori, in carrozza!) de Luigi Zampa
- 1952 : J'ai choisi l'amour (Ho scelto l'amore) de Mario Zampi
- 1952 : Nez de cuir d'Yves Allégret
- 1952 : La Minute de vérité de Jean Delannoy
- 1953 : Les Coupables (Processo alla città) de Luigi Zampa

### Réalisateur
- 1953 : Une fille formidable (Ci troviamo in galleria)
- 1954 : D'Artagnan, chevalier de la reine (I cavalieri della regina)
- 1955 : La Veine d'or (La vena d'oro)
- 1955 : Les Amoureux (Gli innamorati)
- 1956 : Guardia, guardia scelta, brigadiere e maresciallo
- 1957 : Marisa (Marisa la civetta)
- 1958 : Les Jeunes Maris (Giovani mariti)
- 1959 : Débrouillez-vous ! (Arrangiatevi)
- 1959 : Les Garçons (La notte brava)
- 1960 : Le Bel Antonio (Il bell'Antonio)
- 1960 : Ça s'est passé à Rome (La giornata balorda)
- 1961 : Le Mauvais Chemin (La viaccia)
- 1962 : Agostino (d'après Alberto Moravia)
- 1962 : Quand la chair succombe (Senilità)
- 1963 : La Corruption (La corruzione)
- 1966 : Mademoiselle de Maupin (Madamigella di Maupin)
- 1967 : Arabella
- 1968 : Ce merveilleux automne (Un bellissimo novembre)
- 1969 : L'assoluto naturale
- 1970 : Metello (Metello)
- 1971 : Bubu de Montparnasse (Bubù)
- 1972 : Chronique d'un homicide (Imputazione di omicidio per uno studente)
- 1974 : La Grande Bourgeoise (Fatti di gente perbene)
- 1975 : Liberté, mon amour ! (Libera, amore mio)
- 1975 : Vertiges (Per le antiche scale)
- 1976 : L'Héritage (L'eredità Ferramonti)
- 1977 : Black Journal (Gran bollito)
- 1978 : Où es-tu allé en vacances ? (Dove vai in vacanza?)
- 1981 : La Dame aux camélias (La storia vera della signora delle camelie)
- 1981 : La Chartreuse de Parme (La Certosa di Parma), téléfilm
- 1986 : Adieu Moscou (Mosca addio)
- 1986 : La Vénitienne (La Venexiana)
- 1990 : 12 registi per 12 città, segment Palerme
- 1992 : La villa del venerdì

#### Films à sketches
Il participe à de nombreux films à sketches, spécialité italienne des années 1960 :
- 1964 : La Femme, quelle chose merveilleuse ! (La donna è una cosa meravigliosa)
  - segment La balena bianca
  - segment Una donna dolce, dolce
- 1965 : Les Poupées (Le bambole)
  - segment Monseigneur Cupidon (Monsignor Cupido)
- 1965 : Les Trois Visages (I tre volti)
  - segment Les Amants célèbres (Gli amanti celebri)
- 1966 : Les Ogresses (Le fate)
  - segment Fata Elena
- 1967 : Les Sorcières
  - segment Sens civique (Senso civico)
- 1967 : Le Plus Vieux Métier du monde (L'amore attraverso i secoli)
  - segment Les Nuits romaines (Notti romane)
- 1968 : Caprice à l'italienne (Capriccio all'italiana)
  - segment Pourquoi ? (Perchè?)
  - segment La Jalouse (La gelosa)
- 1990 : 12 registi per 12 città
  - segment Palermo